# Пошта-Килнеу (комуна)
Пошта-Килнеу (рум. Poșta Câlnău) — комуна у повіті Бузеу в Румунії. До складу комуни входять такі села (дані про населення за 2002 рік):
- Алічень (672 особи)
- Зіліштянка (833 особи)
- Коконарі (479 осіб)
- Потирнікешть (496 осіб)
- Пошта-Килнеу (2379 осіб) — адміністративний центр комуни
- Судіць (1212 осіб)

Комуна розташована на відстані 107 км на північний схід від Бухареста, 10 км на північ від Бузеу, 93 км на захід від Галаца, 108 км на південний схід від Брашова.

## Населення
За даними перепису населення 2002 року у комуні проживала 6071 особа.
Національний склад населення комуни:
| Національність | Кількість осіб | Відсоток |
| -------------- | -------------- | -------- |
| румуни         | 5995           | 98,7%    |
| цигани         | 74             | 1,2%     |
| українці       | 1              | < 0,1%   |
| євреї          | 1              | < 0,1%   |

Рідною мовою назвали:
| Мова       | Кількість осіб | Відсоток |
| ---------- | -------------- | -------- |
| румунська  | 6070           | > 99,9%  |
| українська | 1              | < 0,1%   |

Склад населення комуни за віросповіданням:
| Релігія     | Кількість осіб | Відсоток |
| ----------- | -------------- | -------- |
| православні | 6053           | 99,7%    |
| адвентисти  | 17             | 0,3%     |
| юдеї        | 1              | < 0,1%   |